# Cordilura varicornis
Cordilura varicornis är en tvåvingeart som beskrevs av Charles Howard Curran 1929. Cordilura varicornis ingår i släktet Cordilura och familjen kolvflugor.
Artens utbredningsområde är Alberta. Inga underarter finns listade i Catalogue of Life.